# Stylus Magazine
Stylus Magazine – były amerykański internetowy magazyn muzyczny założony w 2002 roku przez Todda L. Burnsa oraz Adama Blackbourna i zamknięty w 2007. Był poświęcony recenzjom muzycznym i filmowym. 

## Historia i profil
Współzałożycielem i redaktorem naczelnym internetowego magazynu muzycznego Stylus Magazine był Todd L. Burns. Urodzony w 1982 roku, w grudniu 2003 roku ukończył Uniwersytet Stanu Ohio na kierunku historia sztuki i historia. Drugim współzałożycielem był Adam Blackbourn.
Stylus był portalem dla miłośników muzyki eksperymentalnej i niezależnej. Choć nigdy nie był ani tak poczytny ani tak wpływowy jak Pitchforkmedia, wyrobił sobie markę wśród specjalistów od muzyki, zainteresowanych wnikliwą i często osobistą krytyką mało znanych artystów. Oprócz recenzji, wywiadów i przemyśleń, magazyn mógł się poszczycić osobliwymi artykułami, takimi jak zbiór tzw. rockcrit haiku (zabawnych i ekscentrycznie celnych). Prowadził też regularną kolumnę On Second Thought. W 2006 roku zajął 20. miejsce na liście 25 najbardziej zaskakujących internetowych stron muzycznych (25 most amazing music sites on the web) tygodnika The Observer.
31 października 2007 roku Stylus Magazine został zamknięty. Opublikował z tej okazji kilka list podsumowujących ostatni rok swej działalności, w tym:
- Stylus Magazines Top 10 Albums of 2007,
- Top Films of 2007
- Top 50 Songs of 2007[6].

Niektórzy z recenzentów Stylus Magazine przeszli po jego zamknięciu do pracy w takich magazynach jak: Pitchfork, Spin i Rolling Stone.